# G20 정상회의 목록
G20 또는 Group of Twenty는 글로벌 경제 문제, 저렴하고 접근 가능한 의료 서비스, 기술 발전을 해결하고 지속 가능한 개발을 촉진하기 위해 세계 주요 경제국을 하나로 모으는 국제 포럼이다. G20은 1999년 9월 출범 이후 정상회담, 장관급 회의, 참여그룹(Engagement Group) 회의 등 다양한 수준에서 수많은 회의를 개최해왔다. G20 워킹그룹 회의는 회원국 대표들이 모여 특정 주제를 논의하고 정책 권고안을 마련하는 정기 모임이다. 이러한 회의는 금융, 무역, 에너지 및 농업과 같은 광범위한 영역을 다루며, 글로벌 도전과제와 해결책에 대해 G20 국가 간 심도 있는 논의와 조정을 위한 플랫폼 역할을 한다.
다음의 G20 정상회의 목록은 다양한 수준에서 개최된 모든 G20 회의를 요약하여 정리한 것이다. 이는 국가 원수 또는 정부 수반의 정상회담이 있는 G20 정상회의, 장관급 회의, 참여 그룹 회의, 셰르파 회의, G20 Think20, G20 Startup20, Global Tech20 서밋 시리즈, G20 저렴하고 접근 가능한 의료 서밋 시리즈, 실무 그룹 회의, Pharma20 서밋 시리즈, 디지털 건강, 재무 트랙 회의, 아웃리치 및 대화 세션 등을 포함한다. G20 정상회의는 주요 경제국 정상들이 모여 경제·무역·기후변화·안보 등 글로벌 핵심 이슈에 대한 정책을 논의하고 조율하는 중요한 국제회의로서 공동의 과제를 해결하기 위해 국가 간 대화와 협력을 위한 플랫폼 역할을 한다.

## 정상회의
|        | 날짜                         | 개최국            | 개최 도시                   | 개최 장소                                     | 주최자                         | 각주                        |
| ------ | ---------------------------- | ----------------- | --------------------------- | --------------------------------------------- | ------------------------------ | --------------------------- |
| 제1회  | 2008년 11월 14일-15일        | 미국              | 워싱턴 D.C.                 | National Building Museum                      | 조지 W. 부시                   |                             |
| 제2회  | 2009년 4월 2일               | 영국              | 런던                        | ExCeL London                                  | 고든 브라운                    |                             |
| 제3회  | 2009년 9월 24일-25일         | 미국              | 피츠버그                    | David L. Lawrence Convention Center           | 버락 오바마                    | 2                           |
| 제4회  | 2010년 6월 26일-27일         | 캐나다            | 토론토                      | Metro Toronto Convention Centre               | 스티븐 하퍼                    | [ 2 ] [ 3 ]                 |
| 제5회  | 2010년 11월 11일-12일        | 대한민국          | 서울                        | COEX Convention & Exhibition Center           | 이명박                         |                             |
| 제6회  | 2011년 11월 3일-4일          | 프랑스            | 칸                          | Palais des Festivals                          | 니콜라 사르코지                | [ 4 ]                       |
| 제7회  | 2012년 6월 18일-19일         | 멕시코            | 산 호세 델 카보, 로스카보스 | Los Cabos International Convention Center     | 펠리페 칼데론                  |                             |
| 제8회  | 2013년 9월 5일-6일           | 러시아            | 상트페테르부르크            | Constantine Palace                            | 블라디미르 푸틴                | [ 5 ] [ 6 ] [ 7 ]           |
| 제9회  | 2014년 11월 15일-16일        | 오스트레일리아    | 브리즈번                    | Brisbane Convention & Exhibition Centre       | 토니 애벗                      |                             |
| 제10회 | 2015년 11월 15일-16일        | 튀르키예          | 세리크, 안탈리아주          | Regnum Carya Hotel Convention Centre          | 레제프 타이이프 에르도안       | [ 8 ] [ 9 ]                 |
| 제11회 | 2016년 9월 4일-5일           | 중화인민공화국    | 항저우                      | Hangzhou International Exhibition Centre      | 시진핑                         | [ 6 ] [ 8 ] [ 10 ]          |
| 제12회 | 2017년 7월 7일-8일           | 독일              | 함부르크                    | Hamburg Messe                                 | 앙겔라 메르켈                  | [ 6 ] [ 8 ]                 |
| 제13회 | 2018년 11월 30일-12월 1일    | 아르헨티나        | 부에노스아이레스            | Costa Salguero Center                         | 마우리시오 마크리              |                             |
| 제14회 | 2019년 6월 28일-29일         | 일본              | 오사카                      | Intex Osaka                                   | 아베 신조                      | [ 11 ] [ 12 ]               |
| 제15회 | 2020년 11월 21일-22일        | 사우디아라비아    | 리야드                      | 코로나19 범유행으로 인해 비대면 화상으로 진행 | 살만 빈 압둘아지즈 알사우드    |                             |
| 제16회 | 2021년 10월 30일-31일        | 이탈리아          | 로마                        | EUR Convention Center                         | 마리오 드라기                  | [ 13 ] [ 14 ]               |
| 제17회 | 2022년 11월 15일-16일        | 인도네시아        | 누사두아, 발리주            | The Apurva Kempinski Bali                     | 조코 위도도                    | [ 15 ] [ 16 ] [ 17 ]        |
| 제18회 | 2023년 9월 9일-10일          | 인도              | 뉴델리                      | Pragati Maidan Convention Centre              | 나렌드라 모디                  | [ 16 ]                      |
| 제19회 | 2024년 11월 18일-19일 (예정) | 브라질            | 리우데자네이루              | Museum of Modern Art                          | 루이스 이나시우 룰라 다 시우바 | [ 18 ] [ 16 ] [ 19 ] [ 20 ] |
| 제20회 | 2025년 (TBD)                 | 남아프리카 공화국 | TBD                         | TBD                                           | TBD                            |                             |

## 같이 보기
- G7 정상회의 목록
- BRICS § Summits